# Puente sobre el Galion
El Puente sobre el Galion o Puente en el Galion (en francés: Pont sur le Galion) es un puente con vistas al río Galion cerca del Fuerte Delgrès en la ciudad de Basse-Terre en Guadalupe una dependencia de Francia en el Mar Caribe. Es utilizado por la D25. El puente fue catalogado como monumento histórico por decreto del 6 de marzo de 1979.
Construido durante la segunda mitad del siglo XVIII, entre 1773 y 1780 con los planes abad Talcy, el puente cruza de una orilla a otra el Galion. Sólo tiene un arco elevado de treinta metros. Originalmente, los dos extremos del puente estaban formados por las cubiertas de madera que podrían ser destruidos para contrarrestar el avance de los enemigos.
El puente todavía se utiliza para el tráfico de vehículos y peatonal entre la parte superior del barrio de Basse-Terre (Lardenoy y D'Arbaud) y la ciudad de Gourbeyre. Debido a su estado de degradación, y a sus dos siglos de uso, se han realizado trabajos de rehabilitación sustancial (albañilería, jardinería, creación de un puente peatonal, a un costo de 2,5 millones de euros) por parte del Consejo General de la isla y el Departamento de Asuntos Culturales entre el verano 2014 y enero de 2015 para garantizar la continuidad de su operación y un mejor flujo de usuarios.